# Percusión latina
El término percusión latina se refiere a un gran número de instrumentos musicales de percusión usados en la música latinoamericana, los cuales principalmente han sido heredados de los ritmos tribales de la música africana.

## Instrumentos particulares

### Afrocaribeños

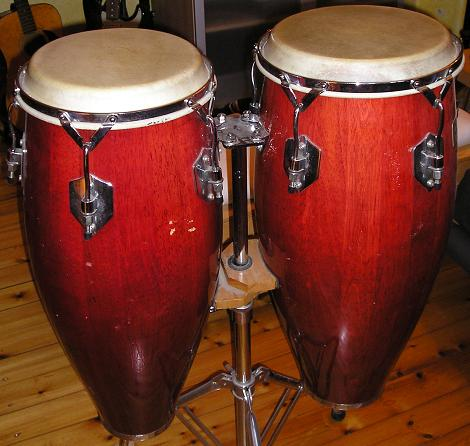
Congas.

- Dholak
- Palo de lluvia
- Tambora
- Güira
- Marimbula
- Shekere
- Batá
- Erikundi
- Caja vallenata
- Shaker
- Conga
- Cajón
- Güiro puertorriqueño
- Bongó
- Claves
- Caja china
- Timbales
- Maracas
- Boombakiní

### Brasileños

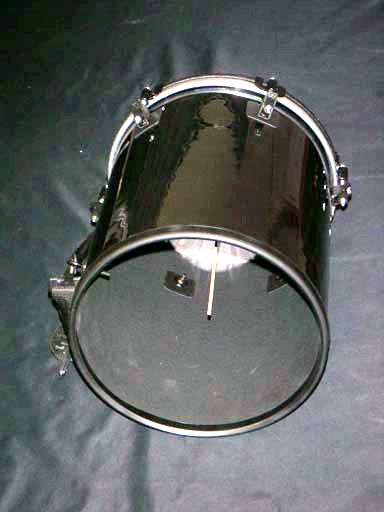
Cuica.

- Cuica
- Timbal bahiano
- Surdo
- Caixa
- Reco-reco
- Cabasa (o afuche)
- Repinique
- Agogô
- Tan-tan
- pandero
- Tamborim
- Apito
- Rebolo

### Andinos y afroperuanos
- Reco-reco
- Chajchas
- Chipaya
- Bombo
- Huancara
- Acha
- Maracas
- Cajón
- Cucharas
- Cajita

### Varios

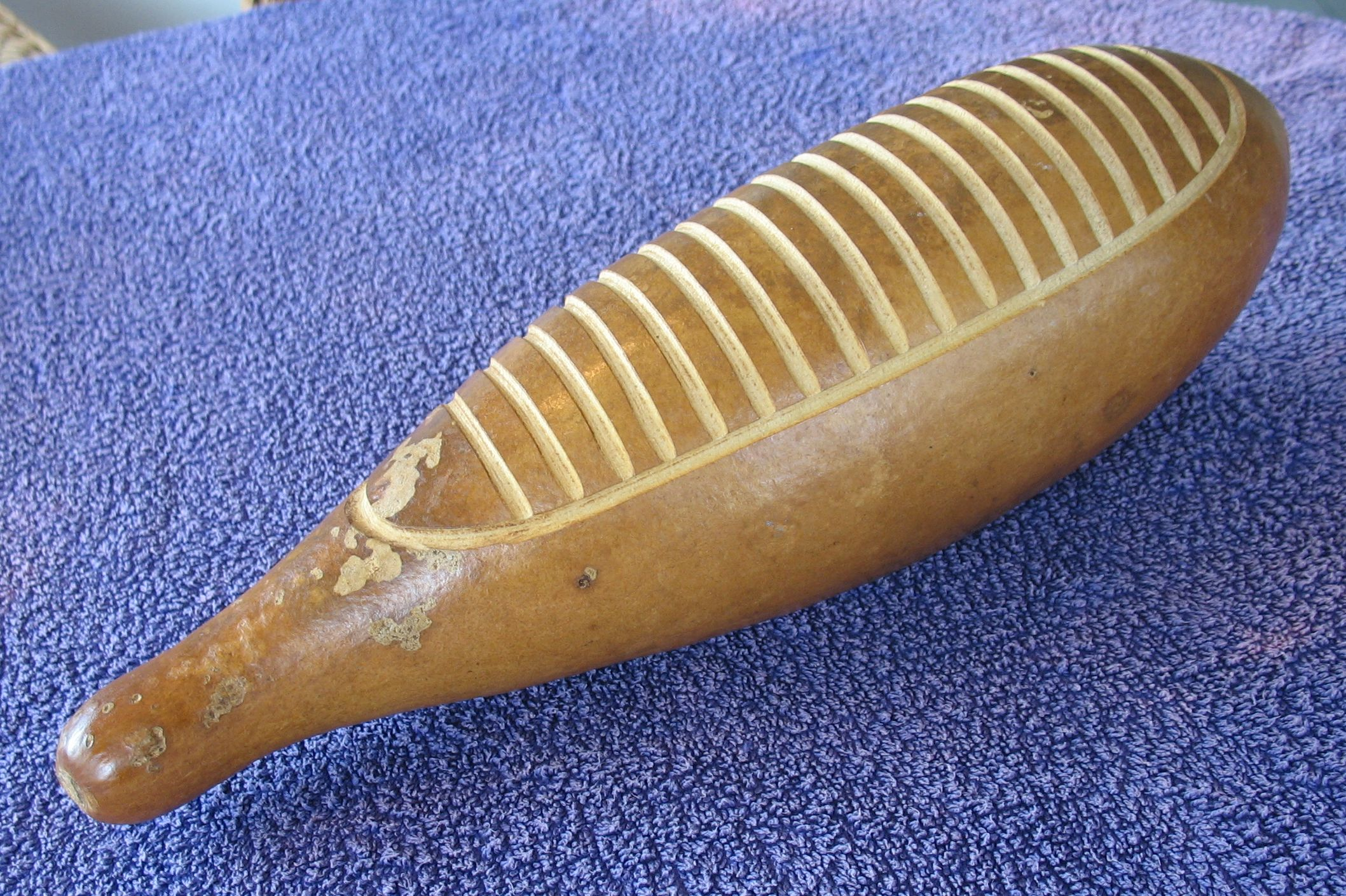
Güiro.

- Palo de lluvia
- Sonajas
- Garawon
- Caparazones de tortugas
- Marimba
- Güiro
- Bombo
- la caramba

### Cumbieros
- Conga
- Güiro
- Timbales
- Caja vallenata

### Candombe uruguayo
- tambor piano
- tambor chico
- tambor repique